# Sent Angeu de Nontronh
Vers Ceus Sent Angeu (en francès Sceau-Saint-Angel) és un municipi francès situat al departament de la Dordonya i a la regió de la Nova Aquitània.

## Demografia
| 1962                                       | 1968 | 1975 | 1982 | 1990 | 1999 | 2007 |
| ------------------------------------------ | ---- | ---- | ---- | ---- | ---- | ---- |
| 191                                        | 192  | 149  | 129  | 122  | 116  | 725  |
| Des de 1962: població sense dobles comptes |      |      |      |      |      |      |

## Administració
| Període | Identitat      | Partit |
| ------- | -------------- | ------ |
| 2001-   | Michel Combeau | PCF    |